# 里夫山脈
里夫山脈（阿拉伯语：‎）是摩洛哥的山脈，位於該國北部地中海沿岸，毗鄰阿特拉斯山脈，長360公里，最高點海拔高度2,452米，每年平均降雨量超過1,000毫米，該地區人口約250萬。

## 外部連結
- Galerie Rif (Arrif) （页面存档备份，存于） (FR)
- http://weecheng.com/morocco/chef/map-rif.gif （页面存档备份，存于）
- Photos of cannabis cultivation in Morocco (Rif) on www.geopium.org